# Гордон, Лев Осипович
Лев О́сипович (Йегуда Лейб) Гордо́н (идиш יהודה לייב גאָרדאָן‎‎; 7 [19] декабря 1830[…], Вильна, Российская империя — 16 [28] сентября 1892[…], Санкт-Петербург, Российская империя) — еврейский поэт и писатель. Автор произведений на иврите, русском языке и идише.

## Биография
Родился в религиозной семье. Учился в религиозной школе, хорошо зная религиозную науку, обратился к светскому просвещению, учил русский, польский и другие европейские языки. Посещал кружок виленских маскилим. В 1852 году окончил Виленское раввинское училище . В 1850-х—1860-х гг. был преподавателем светских предметов, а затем и смотрителем разных казенных еврейских училищ Западного края (в Поневеже и Шавли, Тельше).
В 1870-х гг. состоял секретарем Санкт-петербургской еврейской общины и Общества для распространения просвещения между евреями в России.
В начале 1880-х гг. он заведовал научным и критическим отделом в журнале «Восход» и некоторое время редактировал газету «Гамелиц», выходящую на иврите. Печатался в известных литературных изданиях на идише и русском языке. Секретарь правления еврейской религиозной общины Большой хоральной синагоги Санкт-Петербурга.
Одарённый богатой фантазией и в совершенстве владея древнееврейским языком (ивритом), писал на этом языке стихотворения, замечательные по силе и яркости. Темы для своего творчества Г. вначале черпал из истории своих соплеменников. В поэмах «Любовь Давида и Михал», «Давид и Вирзилай» и др. он воспроизвел отдаленную библейскую эпоху в др. произведениях, как: «В пасти льва», «В пучинах моря», он рисует столкновения евреев с другими народами (римлянами, испанцами) и относящиеся сюда эпизоды мученичества и самоотвержения: на арене цирка, в изгнании и т. д. Грустное настроение, навеянное многострадальным прошлым родного племени, проходит вообще через все произведения Г.; на тему о судьбах еврейского народа, его духовных идеалах и будущности написаны и лучшие элегии Г. С середины 60-х гг. Г. обращается к современной провинциальной жизни русских евреев и в ряде остроумных сатир — «Коцо шел иод», «Шомерет Иавам», «Два Иосифа-бен-Симона», «Олам Кемингого» — описывает ненормальные условия этой жизни, восстает против отсталости и предрассудков еврейской массы, ратует за необходимость просвещения, внутренних реформ, бичует общественных мироедов, ханжей и др. Такое же обличительное направление проходит через всю публицистическую деятельность Г. в еврейских журналах «Гакармель», «Гамелиц» и др. В 1874—1876 г. при ближайшем его участии вышел на русск. яз. сборник «Мировоззрение талмудистов»; около того же времени им вместе с И. Г. Герштейном сделан перевод на русский яз. «Пятикнижия Моисеева» (Вильна, 1875).
Писал бытовые и сатирические стихотворения и рассказы также на разговорном языке идиш («жаргоне»); в 1886 году его произведения на идиш изданы под названием «Сихас хулин» («досужий разговор»).
Полное собрание его стихотворений на древнееврейском языке («Kol Schire Jehuda Leb G.») появилось в 1884 г. Ср. Weissberg, «Jehuda L. G.» (на иврите, Киев, 1893); Л. Кантора, «Л. О. Г. и его 25-летняя литературная деятельность» («Восход», 1881, 11 и 12); С. Дубнова, «Еврейский Некрасов» («Восход», 1884, 7) и др. В 1896 подвергся резкой критике со стороны известного еврейского литератора Рувима Брайнина в журнале «Haschiloach», издаваемого в Вене.
Сотрудничал с народниками из «Народной воли», за что арестовывался властями в 1879 году по делу тайной типографии.
Его сестра была замужем за Михелем Гордоном, который, по словам С. Л. Цинберга, «имел сильное влияние» на Л. О. Гордона.

## Сочинения
Автор стихотворений, вышедших сборниками в 1880-х гг., стихи на идише (1887), рассказов (1888). Двухтомник с собранием произведений автора вышел в Тель-Авиве в 1950-е гг.

### Поэмы
- Ахават Давид у-Михал (Любовь Давида и Михал, опубликована в 1857)
- Аснат бат Поти-Фера (Аснат — дочь Потиферы, опубликована в 1868)

### Басни
- Мишлей Иехуда (Басни Иехуды, 1859)